# Idioma protoaltaico
El idioma protoaltaico es una lengua extinta hipotética y controvertida que ha sido propuesta como el ancestro común de las disputadas lenguas altaicas.
En el siglo XVIII, algunas similitudes entre las Turco, las Mongol y las lenguas tungúsicas llevaron a la conjetura de que serían una sola familia lingüística con una lengua ancestral común.: página 125  A partir del siglo XIX, algunos lingüistas propusieron incluir también las japónicas y/o las lenguas coreanas, así como el idioma Ainu, formando lo que más tarde se llamaría la "familia Macro-Altaica" (la original fue entonces denominada "Micro-Altaica").: 34  Casi al mismo tiempo, otros propusieron incluir las lenguas urálicas en una familia uralo-altaica.: 126–127 
Las versiones de la hipótesis de la familia altaica fueron ampliamente aceptadas hasta la década de 1960, y todavía figura en muchas enciclopedias y manuales.: 73  Sin embargo, en las últimas décadas, la propuesta ha recibido críticas sustanciales y ha sido rechazada por muchos lingüistas comparativos.
Sin embargo, "altaicistas" (partidarios de la teoría de un origen común para las lenguas altaicas) como Václav Blažek y Sergei Starostin se han esforzado por reconstruir el "proto-altaico", la hipotética lengua ancestral común de la familia.
Algunos altaicistas han propuesto que el área original donde se habría hablado el proto-(macro-)altaico era un área relativamente pequeña que comprende la actual Corea del Norte, el sur de Manchuria y el sureste de Mongolia. La fecha de su división en las principales familias reconocidas se estimó en alrededor del 5.000 a. C. o 6.000 a. C. Esto convertiría al altaico en una familia de lenguas tan antigua como las indoeuropeas (4000 a 7000 a. C., según varias hipótesis) pero considerablemente más joven que Afroasiático (c. 10.000 a. C.: 33  o 11.000 a 16.000 a. C.: 35–36  según a diferentes fuentes).

## Reconstrucción
A partir de 2019, el intento más completo de reconstruir una lengua proto(macro)-altaica es el Diccionario etimológico de las lenguas altaicas de 2003 de Starostin, Dybo, y Mudrak, que fue resumido en 2006 por Blažek.

### Obras citadas
- Greenberg, Joseph H. 1997. "Does Altaic exist?" In Irén Hegedus, Peter A. Michalove, and Alexis Manaster Ramer (editors), Indo-European, Nostratic and Beyond: A Festschrift for Vitaly V. Shevoroshkin, Washington, DC: Institute for the Study of Man, 1997, 88–93. (Reprinted in Joseph H. Greenberg, Genetic Linguistics, Oxford: Oxford University Press, 2005, 325–330.)
- Hahn, Reinhard F. 1994. LINGUIST List 5.908, 18 August 1994.
- Janhune, Juha. 1995. "Prolegomena to a Comparative Analysis of Mongolic and Tungusic". Proceedings of the 38th Permanent International Altaistic Conference (PIAC), 209–218. Wiesbaden: Harrassowitz.
- Johanson, Lars. 1999. "Cognates and copies in Altaic verb derivation." Archivado el 16 de enero de 2022 en Wayback Machine. Language and Literature – Japanese and the Other Altaic Languages: Studies in Honour of Roy Andrew Miller on His 75th Birthday, edited by Karl H. Menges and Nelly Naumann, 1–13. Wiesbaden: Otto Harrassowitz. (Also: HTML version.)
- Johanson, Lars. 1999. "Attractiveness and relatedness: Notes on Turkic language contacts." Archivado el 31 de marzo de 2022 en Wayback Machine. Proceedings of the Twenty-Fifth Annual Meeting of the Berkeley Linguistics Society: Special Session on Caucasian, Dravidian, and Turkic Linguistics, edited by Jeff Good and Alan C.L. Yu, 87–94. Berkeley: Berkeley Linguistics Society.
- Johanson, Lars. 2002. Structural Factors in Turkic Language Contacts, translated by Vanessa Karam. Richmond, Surrey: Curzon Press.
- Kortlandt, Frederik. 1993. "The origin of the Japanese and Korean accent systems." Acta Linguistica Hafniensia 26, 57–65.
- Martin, Samuel E. 1966. "Lexical evidence relating Korean to Japanese." Language 12.2, 185–251.
- Nichols, Johanna. 1992. Linguistic Diversity in Space and Time. Chicago: University of Chicago Press.
- Robbeets, Martine. 2004. "Belief or argument? The classification of the Japanese language." Archivado el 4 de marzo de 2021 en Wayback Machine. Eurasia Newsletter 8. Graduate School of Letters, Kyoto University.
- Ruhlen, Merritt. 1987. A Guide to the World's Languages. Stanford University Press.
- Sinor, Denis. 1990. Essays in Comparative Altaic Linguistics. Bloomington: Indiana University, Research Institute for Inner Asian Studies. ISBN 0-933070-26-8.
- Vovin, Alexander. 2009. Japanese, Korean, and other 'non-Altaic' languages. Central Asiatic Journal 53 (1): 105–147.